# Nicole Jordan
Nicole Jordan (ur. 1954) – amerykańska pisarka, autorka romansów.
Ukończyła studia inżynierskie w Georgia Institute of Technology. Później była kierownikiem produkcji w Procter & Gamble. Jest mężatką. Nie ma dzieci.

## Powieści
- Velvet Embrace (1987)
- Desire and Deception (1988)
- Moonwitch (1990)
- Tender Feud (1991)
- Lord of Desire (1992)
- Wildstar (1992)
- Touch Me with Fire (1993)
- The Savage (1994)
- The Warrior (1995)

Seria Rocky Mountain Trilogy
1. The Outlaw (1996)
2. The Heart Breaker (1998)

- The Lover (1997)

Seria Notorious
1. The Seduction (2000)
2. The Passion (2000)
3. Desire (2001)
4. Ecstasy (2002)
5. The Prince of Pleasure (2003)

Seria Paradise
1. Master of Temptation (2004)
2. Lord of Seduction (2004)
3. Wicked Fantasy (2005)
4. Fever Dreams (2006)

Seria Courtship Wars
1. To Pleasure a Lady (2008, wyd. pol. 2008 Rozkosze damy)
2. To Bed a Beauty (2008, wyd. pol. 2009 Usidlić piękność)
3. To Seduce a Bride (2008, wyd. pol. 2009 Uwieść pannę młodą)
4. To Romance a Charming Rogue (2009, wyd. pol. 2010 Zdobyć donżuana)
5. To Tame a Dangerous Lord (2010)
6. To Desire a Wicked Duke (2011)